# Gábor Horváth
Gábor Horváth (* 15. November 1971 in Budapest) ist ein ehemaliger ungarischer Kanute.

## Karriere
Gábor Horváth, der für Honvéd Budapest aktiv war, nahm an drei Olympischen Spielen teil. Dabei gehörte er jedes Mal zum ungarischen Aufgebot im Vierer-Kajak auf der 1000-Meter-Strecke. Sein Debüt gab er 1996 in Atlanta neben Ferenc Csipes, Attila Adrovicz und András Rajna und gewann mit ihnen sogleich den Vorlauf mit über drei Sekunden Vorsprung auf die Polen. Dadurch qualifizierte sich die ungarische Mannschaft direkt für den Endlauf. In diesem gelang ihr mit einer Rennzeit von 2:53,184 Minuten die zweitschnellste Zeit, 1,6 Sekunden hinter der siegreichen deutschen Mannschaft und 0,8 Sekunden vor den drittplatzierten Russen, womit sie die Silbermedaille gewann.
Bei den Olympischen Spielen 2000 in Sydney verblieb Horváth als einziger in der ungarischen Vierer-Besetzung, zu der nun neben ihm noch Ákos Vereckei, Zoltán Kammerer und Botond Storcz gehörten. Wie schon vier Jahre zuvor zogen die Ungarn mit einem Sieg im Vorlauf direkt ins Finale ein und erzielten dabei auch laufübergreifend die schnellste Laufzeit aller Teilnehmer. Auch im Endlauf ließ die Mannschaft sämtliche ihrer Kontrahenten hinter sich und erhielt als Olympiasieger die Goldmedaille. Nach 2:55,188 überquerten sie als Erste die Ziellinie vor Deutschland, dessen Mannschaft sich im Fotofinish gegen Polen durchgesetzt hatte. 2004 in Athen ging der ungarische Vierer-Kajak in unveränderter Besetzung an den Start. In 2:51,010 gewannen sie ihren Vorlauf ein weiteres Mal, sodass Horváth sein drittes olympisches Finale in Folge erreichte. Nach 2:56,919 Minuten kamen Horváth, Vereckei, Kammerer und Storcz als Erste ins Ziel und wiederholten damit ihren Olympiasieg von Sydney. Zweite wurden abermals die Deutschen, diesmal vor der slowakischen Mannschaft.
Weitere Medaillen sicherte sich Horváth bei Welt- und Europameisterschaften. 1993 sicherte er sich in Kopenhagen mit dem Vierer-Kajak über 500 Meter die Bronzemedaille und über 1000 Meter die Silbermedaille. Den dritten Platz über 500 Meter wiederholte er im Jahr darauf in Mexiko-Stadt. 1997 gewann er in Dartmouth mit Platz drei über 500 Meter auch erstmals eine Bronzemedaille im Zweier-Kajak. Sein Partner war dabei Krisztián Bártfai. Mit dem Vierer-Kajak sicherte er sich über 200 Meter außerdem WM-Silber. Mit Bártfai wurde Horváth 1998 in Szeged auf der 500-Meter-Strecke erneut Dritter, ehe er in dieser Disziplin mit Botond Storcz 1999 in Mailand Silber gewann. Dort belegte er außerdem mit dem Vierer-Kajak über 500 Meter den Bronzerang und wurde mit ihm auf der 1000-Meter-Distanz Weltmeister. Der zweite Titelgewinn mit dem Vierer-Kajak folgte bereits 2001 in Posen über 200 Meter, wohingegen die Titelverteidigung über 1000 Meter mit Rang zwei knapp misslang. 2002 schloss er in Sevilla das Rennen über 200 Meter mit dem Vierer-Kajak auf Platz drei ab. Seine letzte WM-Medaille und gleichzeitig sein dritter Titelgewinn gelang ihm schließlich bei den Weltmeisterschaften 2006 in Szeged, bei denen er wieder über 1000 Meter mit dem Vierer-Kajak erfolgreich war.
Bei Europameisterschaften gelang ihm 2000 in Posen der erste Erfolg im Vierer-Kajak, als er Zweiter über 1000 Meter wurde. 2001 wurde er im Vierer über 200 Meter Europameister und sicherte sich im Jahr darauf in Szeged auf dieser Strecke Bronze. Auf der 1000-Meter-Distanz belegte er im Vierer den zweiten Platz. Bei den Europameisterschaften 2004 in Posen wurde Horváth über 1000 Meter zum zweiten Mal Europameister. 2007 folgte auf dieser Strecke in Pontevedra mit Silber sein letzter Medaillengewinn bei einer Europameisterschaft.
Für seinen ersten Olympiasieg im Jahr 2000 erhielt er zunächst das Offizierskreuz des Ungarischen Verdienstordens und nach seiner zweiten Goldmedaille dessen Komturkreuz.